# Pojo (gemeente)
Pojo is een gemeente (municipio) in de Boliviaanse provincie Carrasco in het departement Cochabamba. De gemeente telt naar schatting 10.441 inwoners (2018). De hoofdplaats is Pojo.